# Макрошліф
Макрошліф — половина або частина деталі, інструменту після шліфування та глибокого травлення досить високої концентрації (20-25 % кислот) вивчають візуально неозброєним оком або за допомогою лупи зі збільшенням в 30-40 разів. На поверхні макрошліфа можна спостерігати: волокнисту будову — наслідок попередньої обробки тиском; кристалічну будову — литво; неоднаковість кольору — зварювання, термічна (гартування), хіміко-термічна обробка (цементація, нітроцементація); дефекти будови — газові та шлакові раковини, тріщини різного походження (механічні, термічні, технологічні)